# Mogroside IV
Le mogroside IV (mogroside 4) est un hétéroside au goût sucré découvert dans le fruit du Siraitia grosvenorii (Luo han guo), un cucurbitacé poussant en Chine.
Le mogroside IV est un hétéroside triterpenique au pouvoir sucrant 250-392 fois supérieur au saccharose. Il est présent dans le Luo han guo où ont été découverts d'autres mogrosides au pouvoir sucrant (PS) intense; mogroside V (PS = 250-425), 11-oxo-mogroside V (PS = 84) et dernièrement, en 2009, l'iso-mogroside V (PS = 500), ainsi que le siamenoside I (PS = 563).